# Nové Hrady (zámek, okres České Budějovice)
Zámek Nové Hrady stojí v Nových Hradech, v okrese České Budějovice. Klasicistní trojkřídlá dvoupatrová stavba s jednopatrovými přístavky při bočních křídlech, která sloužila hraběcí rodině Buquoyů k rezidenčním účelům od postavení roku 1806 do roku 1945. Okolo vede trasa NS Pamětí Novohradska. Od roku 1963 je chráněn jako kulturní památka.

## Historie
Trojkřídlý empírový zámek nechal vystavět v blízkosti křižovatky u bývalé Horní brány (tehdy na okraji města) Jan Nepomuk Buquoy (1741–1803), ale k dokončení stavby došlo až v roce 1806 za vdovy Terezie Paarové. Zbudován byl podle plánů architekta Franze von Werschafelda, stavbu provedli stavitelé Polfürst z Prahy, geometr Pauer a Karel Lutz. Jako první zde permanentně sídlil až synovec Jana Nepomuka Jiří František August Buquoy (1781–1851).

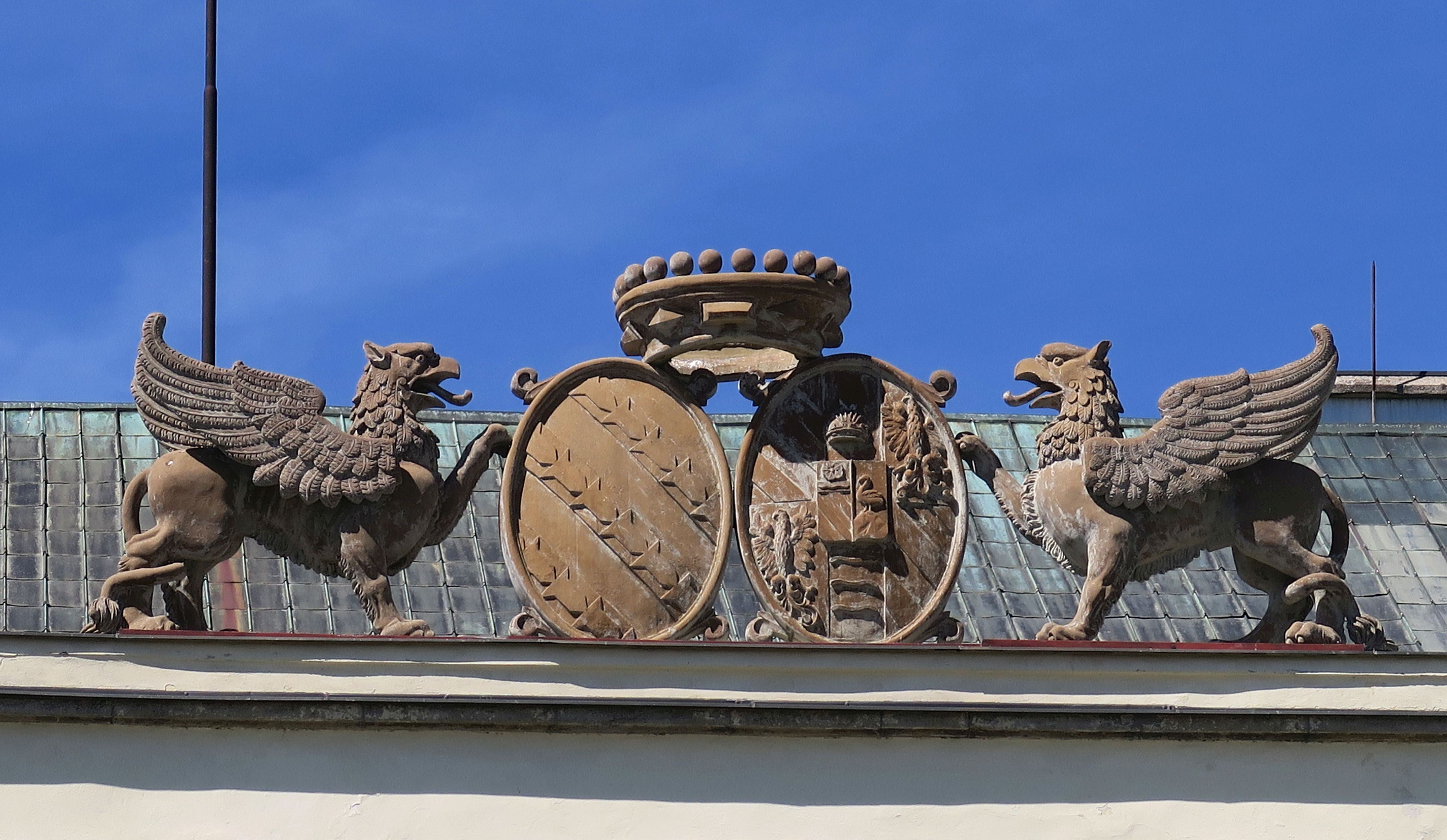
Erb v průčelí zámku v Nových Hradech

Roku 1852 provedl Jiří Jan Jindřich Buquoy řadu stavebních úprav. Nechal přistavět schodiště do zahrady a pavilony na koncích bočních křídel. V přízemí byla na svou dobu velmi moderně vybavená kuchyně a byty služebnictva, v prvním patře se nacházely společenské pokoje, hraběcí apartmá a divadlo s hledištěm pro 230 osob, ve druhém poschodí byly pokoje pro hosty. Na římse na průčelí je alianční znak Buquoyů a Paarů. Zámek byl po druhé světové válce zkonfiskován a v době občanské války v Řecku (1949–1955) se stal domovem pro řecké děti. Poté sloužily prostory střední zemědělské škole. 
Zámek je v majetku Akademie věd České republiky a sídlí v něm jedno z oddělení Mikrobiologického ústavu AV ČR.

## Divadlo
Na zámku (a také v Kačině a Mnichovu Hradišti) se dochovalo empírové divadlo. V roce 1822 byla zřízena nejprve menší zámecká scéna. Ta byla nejprve v roce 1836 přestavěna a poté v roce 1846 rozšířena na vlastní zámecké divadlo pro 320 diváků.

## Interiéry
Z reprezentativních sálů v prvním patře vyniká okrouhlý Modrý salón. Tato dvě patra vysoká místnost zakrytá bělomodrým pruhovaným plátnem má připomínat polní stan z dob největších vojenských úspěchů předků, především Karla Bonaventury Buquoye.